# بحيرة أشي
بحيرة أشي (باليابانية: 芦ノ湖 أشي نو كو) كما تسمى أيضاً بحيرة هاكونه هي بحيرة في منطقة هاكونه في محافظة كاناغاوا، اليابان. هي بحيرة بركانية تقع على الجانب الجنوبي الغربي من جبل هاكونه البركاني. بحيرة أشي مشهورة بإطلالتها على جبل فوجي وبكثرة ينابيع الماء الساخن (أون-سن) فيها. هناك العديدمن السفن والقوارب البحيرة التي تنقل السياح على طول البحيرة. يزور العديد من السواح بالإضافة إلى البحيرة المناطق المجاورة أيضاً ومنها وادي الغليان الكبير.

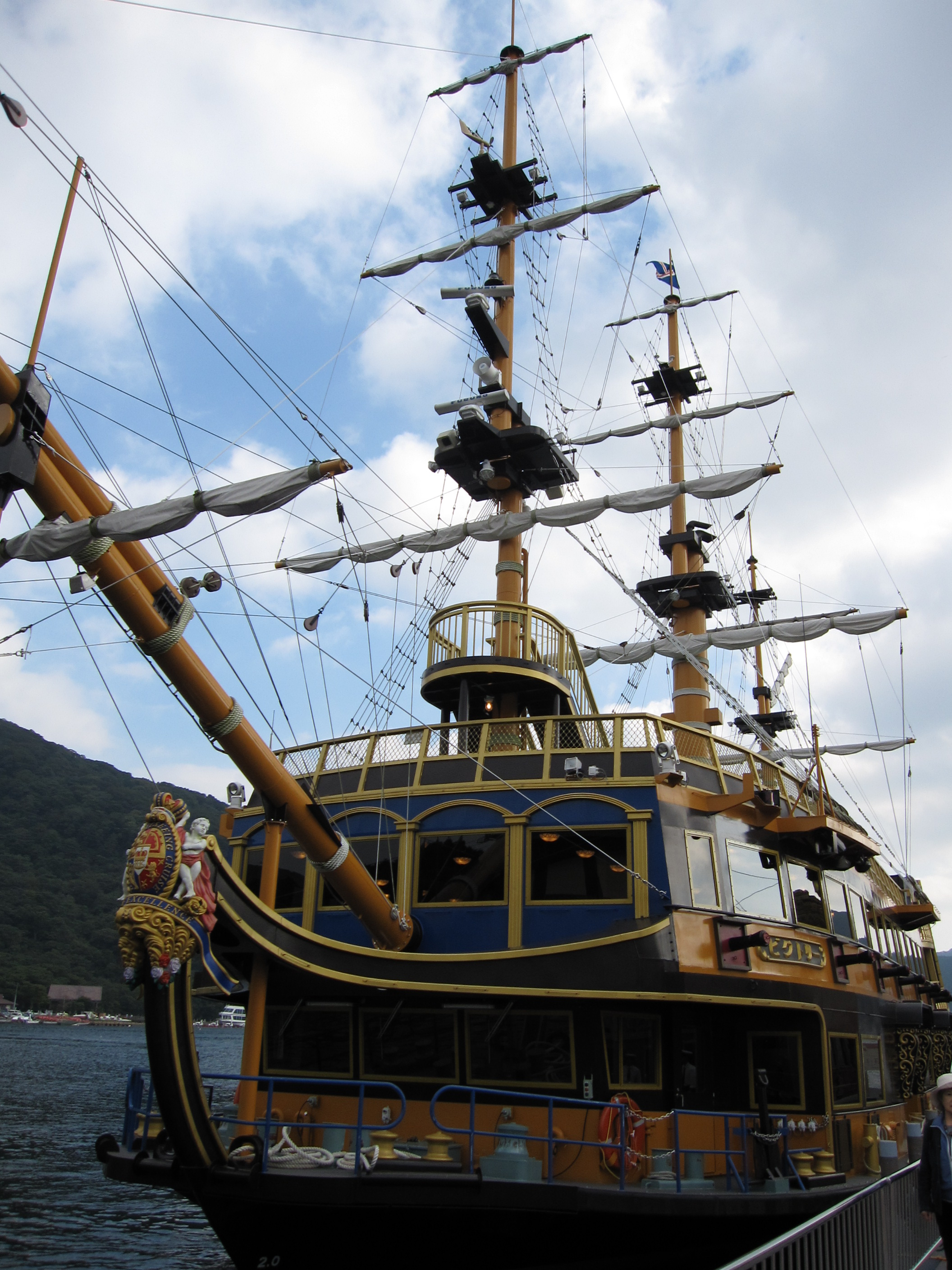
سفينة فيكتوري في بحيرة أشي

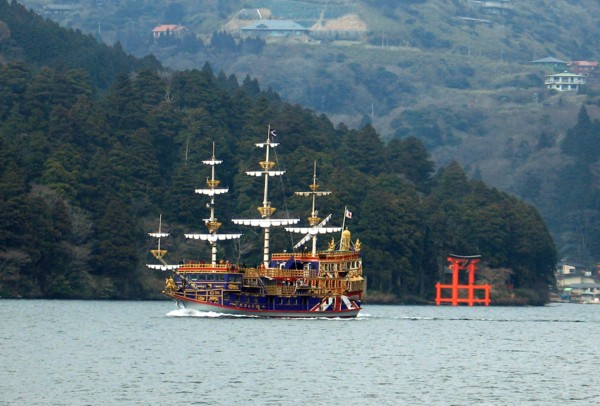
سفينة بحيرة أشي الزرقاء

## تاريخ
يقال أن البحيرة أشي تشكلت قبل 3000 عام عندما ثار أحد البراكين المجاورة.

## مواصفات البحيرة
تبلغ مساحة البحيرة الكلية حوالي 6.9 كم مربع، وهي بشكل متطاول. يبلغ أكبر عمق فيها 43.5 متر، ومتوسط عمق الماء 15 متر. ارتفاع البحيرة عن سطح البحر 723 متر.